# 格倫蘭角

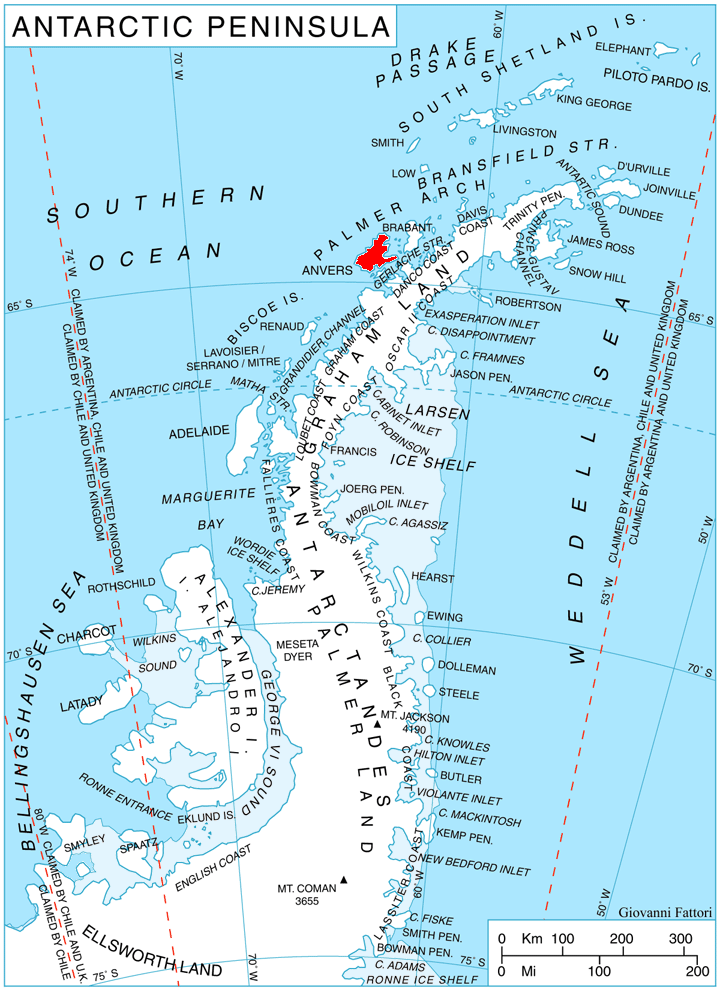

64°15′S 63°19′W / 64.250°S 63.317°W
格倫蘭角（英語：Cape Grönland）是南極洲的海岬，位於帕默群島的昂韋爾島北端，是格里茨灣入口處的東部，由德國探險隊發現，並由讓-巴蒂斯特·夏古率領的法國探險隊繪入地圖。